# Кэт (остров)
Остров Кэт (англ. Cat Island) — один из островов центральных Багам и один из районов Багамских островов.

## География
На острове находится самая высокая точка Багам. Холм Алверния (англ. Alvernia) возвышается на 63 м (206 футов), на самой вершине находится монастырь под названием Хермитидж (англ. Hermitage).

## История
До обнаружения письменных отчетов считалось, что остров Кэт — это Гуанахани, первый остров, которого достиг Христофор Колумб при открытии Америки.
Первыми европейскими поселенцами были спасавшиеся от Американской революции лоялисты, которые высадились на острове в 1783 году. Возможно, остров был назван в честь пирата Артура Катта (англ. Arthur Catt), либо название может иметь отношение к кошкам семейства кошачьих, множество которых одно время водилось там.
Исторически сложилось так, что основу благосостояния острова заложили хлопковые плантации, но основной образ жизни жителей острова Кэт — подсечно-огневое земледелие. Рентабельной культурой является кора дерева каскариль (англ. cascarilla), которую собирают и отправляют в Италию, где она применяется в производстве лекарственных средств, духов и Кампари.

## Население
Основные населённые пункты: Артурс-Таун (англ. Arthur’s Town) (где прошли детские годы Сидни Пуатье), Орандж-Крик (англ. Orange Creek) и Порт-Хау (англ. Port Howe).

## Административное деление

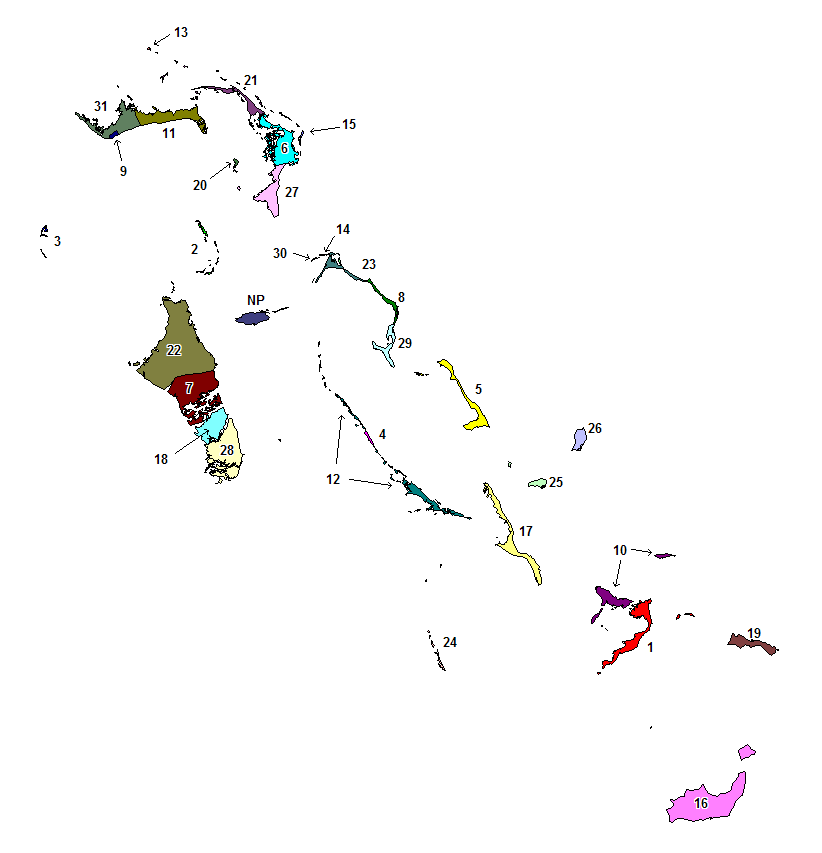
Карта районов Багамских островов

Остров Кэт — один из 32 районов Багамских островов. На карте он обозначен номером 5. Административный центр Района — город Артурс Таун (англ. Arthur’s Town). Площадь района — 388 км². Население — 1503 человек (2010).